# Assur-nirari V
Aššur-nirari V was koning van Assyrië van 755 tot 745 v.Chr. Zijn opvolger was Tiglat-Pileser III.
Hij was, net als zijn twee voorgangers, een zoon van Adad-nirari III en volgde zijn broer Assur-dan III. Hij erfde van hem een rijk in wanorde. Er waren epidemieën en opstanden geweest en hovelingen zoals generaal Shamshi-ilu maakten de dienst uit. Het rijk van Urartu onder Sardur II overschduwde Assyrië. Dat hij een zwakke koning was, blijkt uit het feit dat er vermeld wordt dat hij in het land bleef, ofwel dat hij niet staat was een jaarlijkse veldtocht te houden. Dit verzwakte zijn gezag ongetwijfeld danig. In zijn vierde en vijfde regeringsjaar begon dat wat bij te trekken. Hij hield een veldtocht naar Namri. In 746 brak er echter opnieuw een opstand uit en na ongeveer een jaar greep Tiglat-Pileser III de troon. Deze zou zijn zoon of zijn broer kunnen zijn, maar wellicht was het iemand van buiten het koninklijk huis.

## Verwijzingen
1. ↑  blz 491 History of Humanity Volume II
From the Third Millennium to the Seventh Century B.C.
A.H. Dani, J.-P. Mohen et al. ISBN 978-92-3-102811-3